# Синькасы (Шумерлинский район)
Синькасы́ (чув. Çĕнкас) — деревня в Шумерлинском районе Чувашской республики. До 2021 года входила в состав Торханского сельского поселения до его упразднения.

## География
Находится в западной части Чувашии на расстоянии приблизительно 14 км км на северо-восток по прямой от районного центра города Шумерля.

## История
Известна с 1879 года как деревня с 29 дворами и 148 жителями. В 1897 году отмечено 35 дворов и 220 жителей, в 1926 году 86 и 382 соответственно, в 1939 494 жителя, в 1979 312 жителя. В 2002 году учтено 83 двора, в 2010 59 домохозяйств. В период коллективизации работал колхоз «Большевик», в 2010 году СХПК «Комбинат».

## Население
Население составляло 153 человека (русские 99 %) в 2002 году, 120 в 2010.